# Arescon pusillus
Arescon pusillus är en stekelart som först beskrevs av Dmitriy Alekseevich Ogloblin 1957.  Arescon pusillus ingår i släktet Arescon och familjen dvärgsteklar. Inga underarter finns listade.